# Odoardo Colonna
Odoardo (oder Adoardo oder Edoardo) Colonna (* ca. 1414; † ca. 1463) war ein italienischer Adliger und Condottiere, Herzog der Marsi und Graf von Albe und Celano.

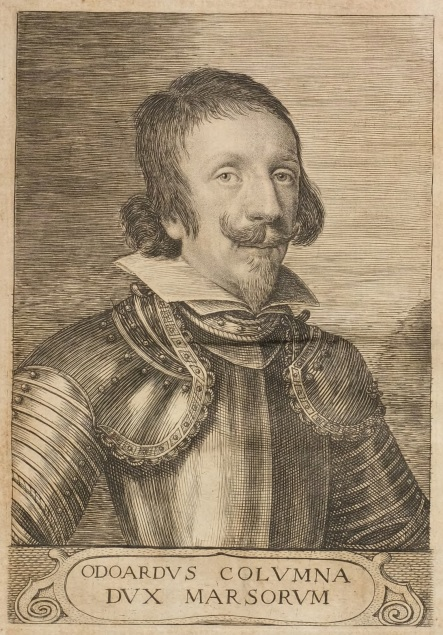
Odoardo Colonna

Wappen der Colonna

## Leben
Er entstammte der römischen Familie Colonna aus dem Zweig der Genazzano und wurde um 1414 als letztes männliches Kind von Lorenzo Onofrio, Großkammerherr des Königreichs Neapel, und Sveva Caetani, Tochter von Jacobello und jüngerer Bruder von Antonio, Fürst von Salerno, geboren. Zusammen mit seiner Familie residierte er in den Gebäuden, die den ältesten Teil des Palazzo Colonna bildeten, der sich zwischen der Apsis der Basilika der Santi XII Apostoli und der Via della Pilotta am Fuße des Quirinalhügels befand und als Palazzo del Vaso bekannt war. Dieser Palast war ihnen von den Grafen von Tuscolo geschenkt worden und wurde von Papst Martin V. umgewidmet, der dort seinen ständigen Wohnsitz nahm und die päpstliche Schatzkammer einrichtete. Seine Schwestern waren Anna, verheiratet mit Giovanni Antonio Orsini del Balzo, Fürst von Tarent, Caterina, verheiratet mit Guidantonio da Montefeltro, Graf von Urbino, und Vittoria, verheiratet mit Carlo II Malatesta, Herr von Pesaro.

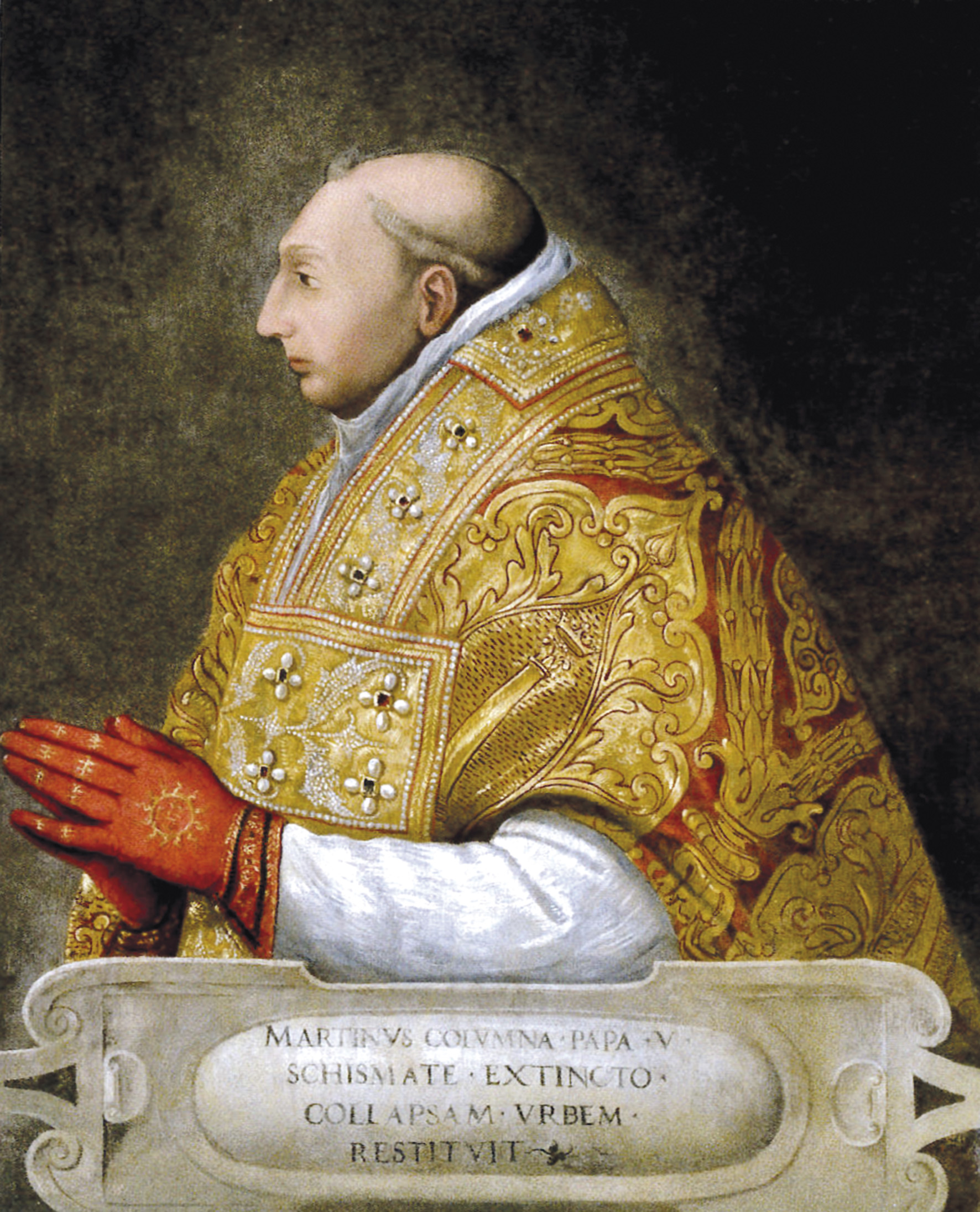
Papst Martin V., geborener Oddone Colonna, Onkel von Odoardo

Im Auftrag seines Onkels, Papst Martin V, übertrugen Johanna II. und Alfons V. von Aragon im Mai 1423 die Vormundschaft über seine Schwestern Antonella, Angelella und Jacovella da Celano sowie die Verwaltung der Grafschaft an Giordano Colonna, Fürst von Salerno. Der minderjährige Odoardo wurde gleichzeitig Jacovella versprochen, der testamentarischen Erbin der Grafschaft Celano nach dem Tod ihres Vaters Nicolò, der 1418 starb, und ihres Bruders Pietro, der 1422 starb, und die nach dem Tod des Papstes ihren Mann verließ.

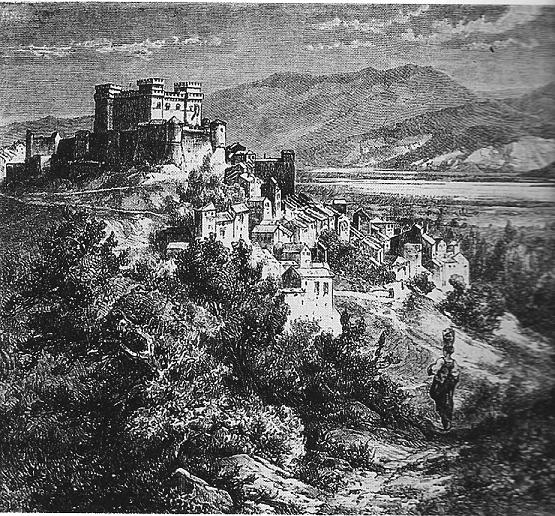
Darstellung der Burg von Celano aus dem 19. Jahrhundert mit dem darunter liegenden Dorf

Nach dem Tod seines Vaters, der zwischen Dezember 1422 und Mai 1423 in den Abruzzen verstorben war, erhielt Odoardo von Johanna II. die Bestätigung der Titel seines Vaters als Graf von Celano, Herzog von Albe und Herzog der Marsi. Den Titel des Grafen von Celano erhielt er erneut 1432 bis zum Verlust der Grafschaft 1439, als sie in die Hände von Jacopo Caldora fiel, der nach dem Tod von Johanna II. Jacovella geheiratet hatte. Während dieser kurzen Verbindung waren die Verlobten für die Ausschmückung der Kirche San Giovanni Battista in Celano und die Restaurierung der Kirche Santa Maria in Valle Porclaneta bei Rosciolo verantwortlich.
Zusammen mit seinen Brüdern Antonio und Prospero verwaltete er nach dem Tod seines Vaters die Familienlehen, darunter Genazzano, Rocca di Cave und andere Ländereien sowie weitere Lehen, die ihm nach der Aufteilung des Familienbesitzes durch die Bulle Etsi prudens von Papst Martin V. im Jahr 1427 zufielen, als er noch Mündel seiner älteren Brüder war. Neben der Grafschaft Celano erhielt er Albe, das ihm von Antonio überlassen worden war, und ihm wurde die gemeinsame Herrschaft mit seinen älteren Brüdern über die Burgen bestätigt, die den historischen Kern des Familienbesitzes bildeten, nämlich Capranica, Cave, Ciciliano, Genazzano, Paliano, Pisoniano, Olevano, Rocca di Cave, San Vito und Serrone, mit dem Fideicommiss der Unveräußerlichkeit. Als persönliches Erbe erhielt er die Lehen von Civitella, Fragiani und Monte Guardia.
Nach dem Tod seines Vaters hatte er zusammen mit seinen Brüdern, allesamt Zöglinge unter der Vormundschaft seines Onkels Giordano, im Juni 1424 die Rechte an der Burg von Morolo erworben, die der Abtei Santa Maria Nova in Rom gehörte, und im November desselben Jahres kaufte er mit seinen Brüdern Paliano, Santo Stefano und Serrone von Aldobrandino Conti. 1425 kaufte er mit seinem Bruder Prospero von Giacomo d’Aquino, dem Grafen von Loreto, die Burgen Monte San Giovanni, Strangolagalli und den Weiler Carpino, und von Jacopo Caldora erhielt er Castel Gordiano. 1426 tauschten sie mit Raimondo Orsini die Stadt Sarno und die Burg Palma im Königreich Neapel, erhielten Astura und Nettuno und kauften von den Annibaldi Rocca di Papa.
Im Jahre 1427 kauften sie von den Annibaldi zwei Drittel der Schlösser von Fusignano, San Lorenzo und Verposa, die wegen der Kriege unbewohnt waren, und von den Erben der Familie Petrucci den Weiler Falcognana. Im selben Jahr kauften sie von Rinaldo Orsini, der sich in finanziellen Schwierigkeiten befand, die Stadt Nepi und die Schlösser von Filacciano, Monte Rosi und die Insel Conversina.
Im März 1428, noch unter der Vormundschaft von Orlando Orlandi, tauschte er als Graf von Celano Castelluccio und Fonte di Valle Maggiore, Besitztümer dieser Grafschaft in Apulien bei Troia, mit Antonio Cantelmo, Graf von Popoli, der die Ortschaften Carrito und Ortona in den Abruzzen abtrat. Im selben Jahr trat Jacovella da Celano, die anwesend war und zustimmte, mit den Erben von Antonio di Sangro, Graf von Anglona, die Baronie Raiano mit den Orten Allimengianelli, Petra Molaria, Pullanelli und Sculle alias Stille in Terra di Lavoro ab. Er erhielt Anversa und Villalago, ebenfalls in den Abruzzen, und im Oktober 1428 schloss er mit seinen Brüdern, wahrscheinlich ohne Vormundschaft, den Kauf von Genzano und Nemi vom Kloster Tre Fontane in Rom ab.

### Papst Eugen IV. und die Exkommunikationen

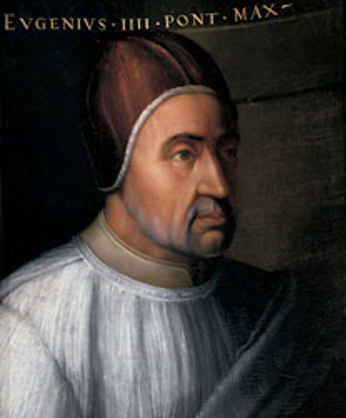
Papst Eugen IV., der die Vorherrschaft der Familie Colonna bekämpfte

Nach dem Tod von Papst Martin V. im Februar 1431 wurden Odoardo und seine Brüder zu Hauptfiguren beim Diebstahl des päpstlichen Schatzes, den ihr Onkel im Palast, ihrem Zuhause, verwahrte. Im Mai 1431 wurde Odoardo von seinem Nachfolger Papst Eugen IV. exkommuniziert und ins Exil verbannt. Er musste seine Besitztümer im Kirchenstaat und verschiedene Schlösser, darunter die der Abbazia di San Paolo fuori le mura, zurückgeben und verlor später seine Besitztümer im Königreich Neapel, wo er auch von Kardinal Giovanni Vitelleschi angegriffen wurde. Dieser Umstand kostete der Familie 100.000 Gulden, die sie bei der Banco del Monte Comune di Florenz hinterlegt hatte, um die konfiszierten Güter zurückzuerhalten und vom Papst die Absolution, die Begnadigung und die Aufhebung des Bannes zu erwirken, und um den Schaden zu begrenzen, der sich aus der vom neuen Pontifex angeordneten Beschlagnahmung der Güter ergeben hätte.  Es folgten eine Reihe bedeutender Besitzabtretungen an andere Verwandte oder ihnen nahestehende Familien, wie die von Frascati, die bereits 1423 vom Laterankapitel erworben worden war, und die Stadt Ardea, die 1432 von den Brüdern Antonio, Prospero und Odoardo an den Zweig der Colonna di Riofreddo abgetreten wurde, der immer noch in gutem Einvernehmen mit dem Papst stand. Im Mai desselben Jahres verkauften die Brüder auch die Ortschaften Malaffitto, Selva Piana, Valle Riccia, den Hof Pantano und andere Ländereien in der Umgebung von Ariccia an die Savelli. Im Oktober 1433 wurden sie ein zweites Mal exkommuniziert, da sie sich weiterhin gegen den Papst auflehnten, weil sie Niccolò Fortebraccio nahestanden. Im Mai 1434 übertrug Antonio die Verwaltung seiner Ländereien seinem Bruder Odoardo.

### Wiederherstellung des Eigentums und das Bündnis mit den Aragoniern
Nach der Vertreibung von Papst Eugen IV. im Mai 1434, an der die Familie Colonna beteiligt war und der 1439 mit der Wahl des Gegenpapstes Felix V. abgesetzt wurde, und dem darauf folgenden Schisma, an dem die Familie Colonna anscheinend nicht aktiv beteiligt war, und nach dem wiedergewonnenen Vertrauen des neuen Papstes Nikolaus V. konnte die Familie ab 1448 ihre Aktivitäten im Hinblick auf Ankäufe und vor allem die Umstrukturierung ihres Vermögens wieder aufnehmen, wenn auch nur in begrenztem Umfang.
Nach dem Tod ihrer Verbündeten Johanna II. verbündeten sich Odoardo und seine Brüder rasch mit den Aragonesen und unterstützten sie militärisch im Krieg um die Thronfolge im Königreich Neapel, nachdem sie die Angriffe der Orsini, die sich mit den Anjou verbündet hatten, erdulden mussten und ihnen praktisch die Grafschaft Albe entrissen wurde. Im Jahr 1446 nahm er zusammen mit seinem Bruder Antonio an einem Schiedsspruch in der Burg von Genazzano teil, um Streitigkeiten über die Verwaltung der gemeinsamen Lehen beizulegen. Im Jahr 1453 schloss er den Kauf der Burg von Piglio von der Familie Antiochia ab. 1455 erhielten Odoardo und seine Brüder, gegen den Widerstand von Mitgliedern der Familie Conti, ihren Anteil an der Torre delle Milizie, die sich bereits im Besitz von Papst Martin V. befand.
1457 wurde Colonna zusammen mit seinen Brüdern und anderen unter den Schutz von Papst Calixt III. gestellt, der Odoardo und seinen Bruder Antonio zu einem zweijährigen Waffenstillstand mit den Conti überredete. Im Jahr 1458 erwarb er von seinem Bruder Prospero die Burg mit der verfallenen Festung von Lariano, die später seiner Schwester Vittoria geschenkt wurde.
Nach dem Tod von Alfonso V. von Aragon und dem Erbfolgekrieg im Königreich Neapel boten er und sein Bruder Antonio Johann von Anjou-Valois ihre Unterstützung gegen die Aragonesen und die Orsini an, mit denen Papst Pius II. im März 1461 Frieden schloss. Doch schon im April desselben Jahres protestierte er gegen die Orsini wegen ihrer Gewalttaten gegen die Einwohner von Avezzano trotz des von den Parteien unterzeichneten Waffenstillstands. Im Oktober 1462 trat er seinen Anteil an Genazzano an Antonio ab und tauschte dafür die Anteile seines Bruders an Marino, Nemi und Rocca di Papa und erwarb von diesem auch die Anteile an Anticoli, Castro und Santo Stefano. Im folgenden Jahr erhielt er von Prospero die Güter, die dieser 1427 von Papst Martin V. erhalten hatte.  Er lebte noch am 22. Juni 1463, als er den vierten Teil des Territoriums von Marino an Pietro Margani verkaufte.

## Nachkommen
Mit seiner Frau Filippa Conti, Tochter von Grato, dem Herrn von Valmontone, die er 1441 heiratete, hatte er zahlreiche Kinder, darunter den berühmten Lorenzo Oddone, der 1463 von Papst Pius II. zum apostolischen Protonotar ernannt und 1484 gezwungen wurde, die Grafschaft Albe an Virginio Orsini abzutreten, und der im Juni desselben Jahres von Papst Sixtus IV. enthauptet wurde, und Fabrizio, von dem die noch heute bestehenden Zweige der Fürsten von Paliano und die Fürsten von Stigliano abstammen.
In seinem Testament vom 9. September 1462, in dem er seine Kinder zu gleichen Teilen als Erben einsetzte, bestimmte er, dass er in der Kirche Santo Stefano in Cave beigesetzt werden sollte. Sein Todesdatum muss zwischen Juni 1463 und dem 16. Januar 1464 liegen, als Papst Pius II. die Kinder des verstorbenen Odoardo Colonna unter seinen Schutz stellte. Im Jahr 1464 erließ Papst Pius II. eine Bulle, in der er die Ehe von Odoardo Colonna mit der Gräfin Jacovella da Celano für ungültig erklärte und die Kinder Giordano, Lorenzo Oddone, Giovanni, Marcello, Ippolita und Paola aus der Ehe mit Filippa Conti als ehelich anerkannte.
1465 wurden Giordano und Lorenzo Colonna, Söhne des verstorbenen Odoardo, der die Grafschaft Albe an die Orsini hatte abtreten müssen, in ihrem Titel als Herzöge der Marsi und im Besitz der Lehen bestätigt, die ihnen von dieser Grafschaft, die sie von ihrem Vater erhalten hatten, verblieben waren, nämlich Civitella, Capistrello und Roccavivi im Valle Roveto und die dazugehörigen Güter.